# Jamil Wilson
Jamil Wilson (Milwaukee, 21 novembre 1990) è un cestista statunitense.

## College
Frequenta l'Università dell'Oregon dal 2009 al 2010, per poi trasferirsi alla Marquette University dal 2011 al 2014.

## Carriera

### 2014/16: l'esperienza in D-League
Uscito dal college, si accasa per la stagione 2014/15 presso i Bakersfield Jam, formazione militante nella D-League. Rimane nello stesso campionato anche per l'inizio della stagione successiva, stavolta giocando per i Texas Legends. Ad inizio aprile 2016, tuttavia, cambia formazione e campionato, siglando un contratto con i portoricani del Cangrejeros de Santurce, con i quali conclude la stagione a 10,3 punti, 3,9 rimbalzi, 1,9 assist e 1 stoppata in 29,8 minuti di media.

### 2016/17: la prima esperienza torinese
Il 21 luglio 2016 sigla un contratto di un anno con l'Auxilium Torino. Esordisce in Serie A il 2 ottobre 2016 in trasferta al PalaDelMauro di Avellino. Conclude l'esperienza italiana con 12,9 punti in 29,8 minuti di media e con un record di 28 punti segnati in occasione della sconfitta contro Pistoia alla 25ª giornata.

### 2017/18: NBA, D-League e Virtus Bologna
Inizia la stagione in America, messo sotto contratto dai Los Angeles Clippers. Con la franchigia statunitense Wilson disputerà 15 partite a 7 punti in 18,3 minuti di media, facendosi notare nella vittoria per 122-95 contro i Sacramento Kings, nella quale egli segna 17 punti. Ad un certo punto della stagione, non trovando più spazio nelle rotazioni, viene girato agli affiliati dell'Agua Caliente Clippers della D-League, dai quali verrà ulteriormente girato ai Fort Wayne Mad Ants. Il 22 aprile 2018 decide di tornare in Italia alla Virtus Pallacanestro Bologna per giocare le ultime tre giornate della stagione regolare: segnerà solo 7 punti, tutti al 29º turno.

### 2018/19: il ritorno a Torino
Dopo il caso che portò all'esclusione di Royce White, l'Auxilium annuncia il ritorno sul mercato per cercare una nuova ala. La scelta ricade proprio su Wilson, che il 28 agosto 2018 firma il contratto che sancisce il suo ritorno a Torino. Il debutto stagionale avviene un mese più tardi, nella semifinale di Supercoppa contro Trento, sfida in cui realizza 16 punti in 29 minuti. Conquistata la finale, realizza 11 punti contro Milano, inutili, tuttavia, per la vittoria del trofeo.